# Rodel vid olympiska vinterspelen 1984
Det här är resultaten från tävlingarna i rodel vid olympiska vinterspelen 1984.

## Singel herrar
| Medalj | Namn                   | Tid      |
| ------ | ---------------------- | -------- |
| Guld   | Paul Hildgartner (ITA) | 3:04.258 |
| Silver | Sergej Danilin (URS)   | 3:04.962 |
| Brons  | Valerij Dudin (URS)    | 3:05.012 |

Med den här segern, blev Paul Hildgartner den andra personen att ha vunnit både singeln och dubbeln.

## Dubbel
| Medalj | Namn                                                  | Tid      |
| ------ | ----------------------------------------------------- | -------- |
| Guld   | Västtyskland (Hans Stangassinger, Franz Wembacher)    | 1:23.620 |
| Silver | Sovjetunionen (Jevgenij Belousov, Aleksandr Beljakov) | 1:23.660 |
| Brons  | Östtyskland (Jörg Hoffmann, Jochen Pietzsch)          | 1:23.887 |

## Singel damer
| Medalj | Namn                  | Tid      |
| ------ | --------------------- | -------- |
| Guld   | Steffi Martin (GDR)   | 2:46.570 |
| Silver | Bettina Schmidt (GDR) | 2:46.873 |
| Brons  | Ute Weiss (GDR)       | 2:47.248 |

## Medaljligan
| Pl. | Nation        | Guld | Silver | Brons | Totalt |
| --- | ------------- | ---- | ------ | ----- | ------ |
| 1   | Östtyskland   | 1    | 1      | 2     | 4      |
| 2   | Sovjetunionen | 0    | 2      | 1     | 3      |
| 3   | Italien       | 1    | 0      | 0     | 1      |
| 4   | Västtyskland  | 1    | 0      | 0     | 1      |